# Rechtspraak

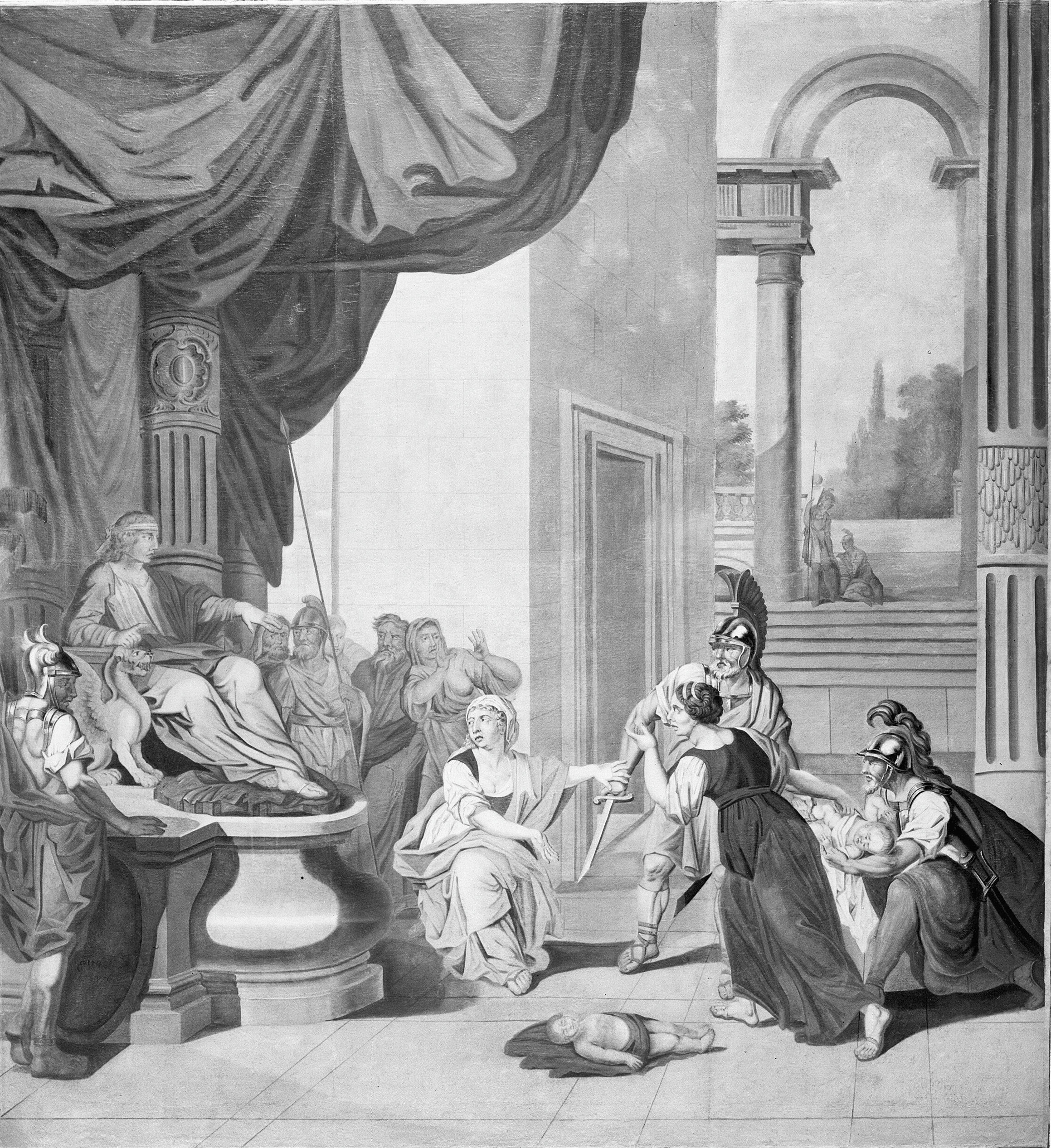
Wandschildering Salomo's rechtspraak in het voormalig stadhuis van Stavoren

Rechtspraak of jurisprudentie is het proces waarin door een rechter een oordeel wordt gevormd over een rechtszaak. De rechter spreekt recht door een rechterlijke uitspraak te doen die bindend is voor de partijen die betrokken zijn bij de rechtszaak. In het Nederlands noemt men een dergelijke rechterlijke uitspraak een beschikking, vonnis of een arrest, afhankelijk van het rechtscollege dat de uitspraak doet.

## Bron van recht
Rechtspraak vormt samen met internationale verdragen, wetgeving in materiële zin, de wetsgeschiedenis, rechtsleer en gewoonten en gebruiken een belangrijke bron van het recht. Of de rechtspraak een bindende of gezaghebbende bron van recht is, naast wetgeving, hangt af van het desbetreffende rechtsstelsel. Zo is de rechtspraak in landen met een continentaal rechtsstelsel, zoals België, Nederland en alle andere landen van de Europese Unie, gezaghebbend wanneer het gaat om bestendige rechtspraak van de hoogste rechter in een situatie waar de wet niet duidelijk is. In common law-landen als het Verenigd Koninkrijk, de Verenigde Staten en Canada zijn uitspraken van de hoogste rechter een bindende bron van recht, meestal bekend onder de namen van de beide partijen.
In alle landen die partij zijn bij een internationaal verdrag als bijvoorbeeld het Europees Verdrag voor de Rechten van de Mens (EVRM), kunnen de uitspraken van de hoogste rechter ingesteld bij dat verdrag bindende werking hebben, ook als er in het betreffende land een continentaal rechtsstelsel geldt.

## Rechtstoepassing
Rechtspreken is het toepassen van de algemeen geldende rechtsregels in een bepaalde situatie, een bepaald geval, casus genoemd. Volgens de klassieke visie op de rechtspraak dient een rechter als volgt te werk te gaan:
- vaststelling van de feiten
- vaststelling van de toepasselijke rechtsregel
- toepassing van de regel op de feiten door middel van het volgende syllogisme:
  - maior: rechtsregel
  - minor: rechtsfeit
  - conclusie: rechterlijke uitspraak

## Rechtsvorming
Afhankelijk van het rechtstelsel en het in een bepaalde jurisdictie geldend recht, is rechtspreken een meer of mindere "actieve" bezigheid waarbij de rechter het recht vormgeeft. In Nederland is de rechter voor het vaststellen van de feiten en het rechtdoen op de vorderingen afhankelijk van wat partijen voordragen. In andere landen treedt de rechter zowel bij het vaststellen van de feiten (minor) als bij het vaststellen van de toepasselijke rechtsregel (maior), actief op. Zij moet de relevante feiten (de rechtsfeiten) achterhalen en zij moet de rechtsregels, door er een juridische interpretatie aan te geven, toepassen op het gegeven feitencomplex.
Er is sprake van een zekere mate van autonome rechtsvinding: de rechter laat zich bij haar beslissing leiden door haar eigen oordeel en schuift daarmee strijdige wettelijke bepalingen terzijde. Een rechter zal echter bij elke beslissing wel zo veel mogelijk pogen houvast te zoeken in het wettelijk recht. Dat houvast vindt zij in de wetgeving, daarom wordt ook wel gesproken van "rechtsvinding".

## De Rechtspraak
In Nederland is 'de Rechtspraak' een verzamelnaam naam voor alle organisaties die betrokken zijn bij de rechtspraak, zoals de rechtbanken,  gerechtshoven, de  Hoge Raad, het parket bij de Hoge Raad, het  College van Beroep voor het bedrijfsleven, de Centrale Raad van Beroep en de Raad voor de Rechtspraak.